# جسر النصر (يريفان)
جسر النصر أو جسر فيكتوري أو جسر هاغتاناك (الأرمينية: կամուրջ կամուրջ) هو جسر يتكون من سبعة أقواس معد للحركة المرورية يمر عبر نهر هرزدان في يريفان، أرمينيا.
ويربط الجسر بين حي ماشدوتس في الشرق وشارع أدميرال إيساكوف في الغرب.
تم افتتاح الجسر في 25 نوفمبر 1945 لإحياء ذكرى الانتصار السوفييتي على ألمانيا النازية في نهاية الحرب العالمية الثانية. 